# 오기환 (정치인)
오기환(1932년 12월 2일 ~ )은 대한민국의 정치인이다. 제21대 대구 동구청장을 역임했다.

## 역대 선거 결과
|  | 6.96% |

|  | 32.1% |

|  | 29.20% |

|  | 34.57% |

|  | 7.71% |